# Rue du Four (Paris)
Pour les articles homonymes, voir Rue du Four.
La rue du Four est une voie du 6e arrondissement de Paris.

## Situation et accès
Plusieurs stations de métro de Paris desservent cette rue : Mabillon et Croix-Rouge (ligne 10) ; Saint-Germain-des-Prés et Saint-Sulpice (ligne 4).

## Origine du nom
Son nom provient du four banal, situé à l'actuel emplacement du croisement des rues du Four et de Rennes et propriété de l'abbaye de Saint-Germain-des-Prés, où les habitants devaient obligatoirement aller faire cuire leur pain sous peine d'amende.

## Historique
Cette rue est un tronçon du vieux chemin de Paris à Issy et Sèvres, située dans le prolongement des rues Saint-André-des-Arts et de Buci. 

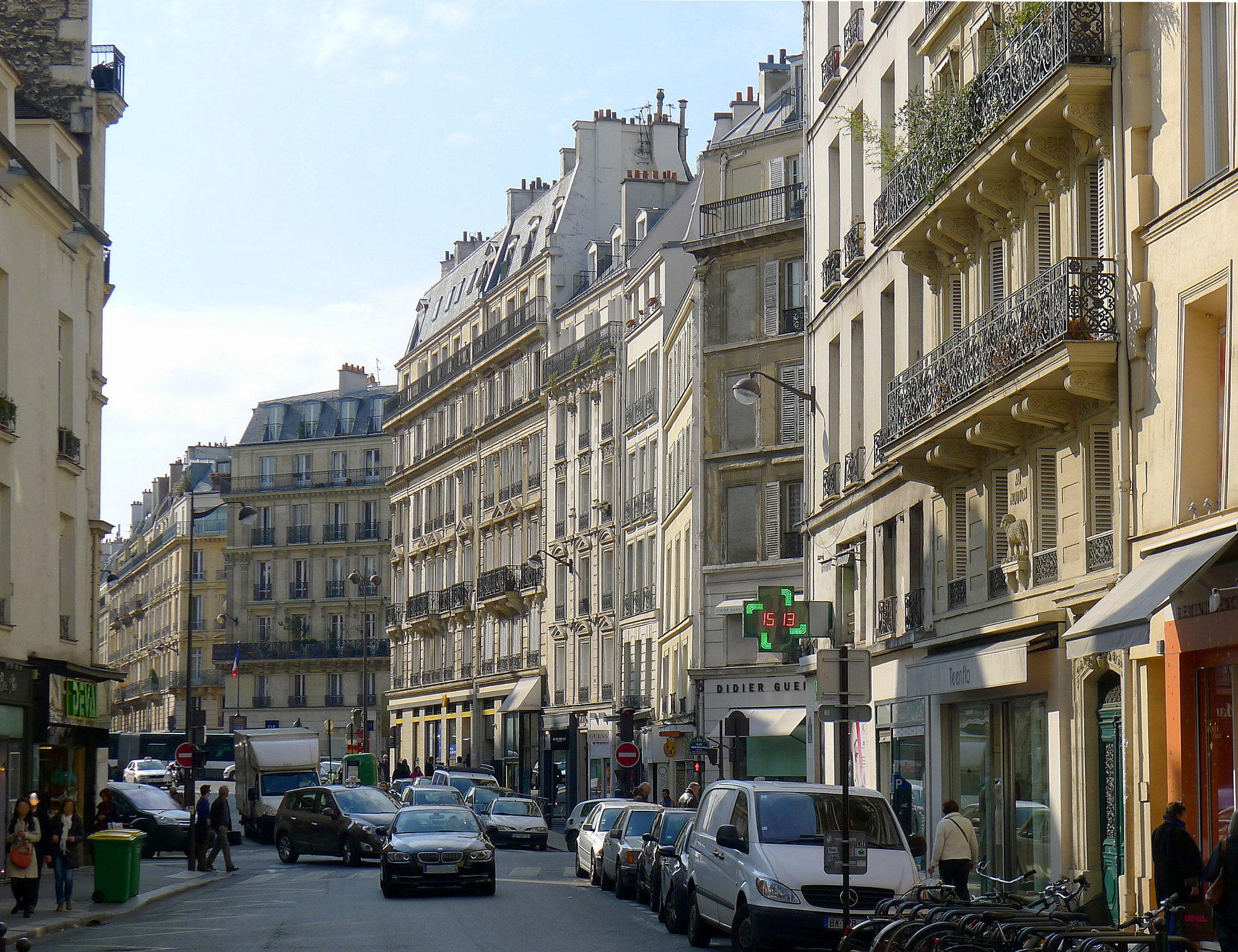
Autre vue de la rue au niveau du no 24.

Au XIIIe siècle elle fut nommée « vicus Furni » en 1261 et « rue de la Granche Jehan le Bouvier » en 1296; au XIVe siècle elle est appelée « Grand rue Saint-Germain » et « chaussée du Roi » (1398) ; au XVe siècle, « grand rue du Four », puis par corruption elle est devenue « rue du Bourg » (1412) et « rue de la Maladrerie » (1413), « chemin de Vaugirard » (1428), puis « rue de la Blanche Oie », entre la rue de Montfaucon et la rue des Canettes, et enfin, avant son nom actuel, « rue du Four Saint-Germain ».
Elle est citée sous le nom de « rue du Four », dans un manuscrit de 1636 dont le procès-verbal de visite, en date du 22 avril 1636, indique qu'elle est « salle, boueuse et remplie d'immundices et de plus avons particulièrement veu quantité de fumiers compiliez avec boues, qui arrestent le cours des eaues des ruisseaux ».
Il fut envisagé, en 1875, de donner à cette voie le nom de « rue Didot », en l'honneur de la famille Didot, typographes installés au faubourg Saint-Germain depuis le début du XVIIIe siècle, mais le projet ne fut pas mis en œuvre, du fait de l'opposition de certains membres du conseil municipal. C'est une rue du 14e arrondissement qui prit, la même année, le nom de « rue Didot ».
Elle se terminait auparavant sur la place Sainte-Marguerite (place Gozlin après 1864), absorbée par le boulevard Saint-Germain en 1877.
La rue ne doit pas être confondue avec des rues de la rive droite ayant porté le nom de « rue du Four » sur certains plans et dans certains textes :
- rue du Four-Saint-Honoré[3] (rue Vauvilliers depuis 1864) ;
- rue du Four-Saint-Jacques[3] qui reliait la rue Valette à la rue d'Écosse et qui a été supprimée en 1880 lors de l'extension-rénovation du collège Sainte-Barbe.

## Bâtiments remarquables et lieux de mémoire
- No 6 : « maison à loyer » (Henri Zobel architecte)[4]
- No 12 : emplacement du passage de l'Abbaye, car il était au voisinage de la prison de l'Abbaye. Détruit en 1897, ce passage aboutissait dans la rue Sainte-Marguerite puis au 137, boulevard Saint-Germain après le percement de ce boulevard.
- No 13 : université Paris I Sorbonne ; Institut d'histoire et de philosophie des sciences et des techniques.
- No 15 : le peintre Clément Gontier y réside de 1895 à 1907.
- No 22 : c'est à ce numéro qu'était autrefois situé Chez Moineau, le bistrot où se réunissaient les membres de l'Internationale lettriste au début des années 1950.
- Nos 29 à 33 : ces immeubles conservent l’alignement originel de la rue[5].
- No 32 : la militante communiste et résistante Danielle Casanova y vécut[6],[7].
- No 48 : c'est dans un appartement au premier étage que s'est tenue la première réunion en séance plénière du Conseil national de la Résistance (CNR), le 27 mai 1943, réunissant tous les chefs de la Résistance, qui reconnurent Jean Moulin comme le chef du Conseil national de la Résistance. Une plaque commémorative est apposée sur la façade. C'est dans cet appartement que résident les Éditions Saint Paul.

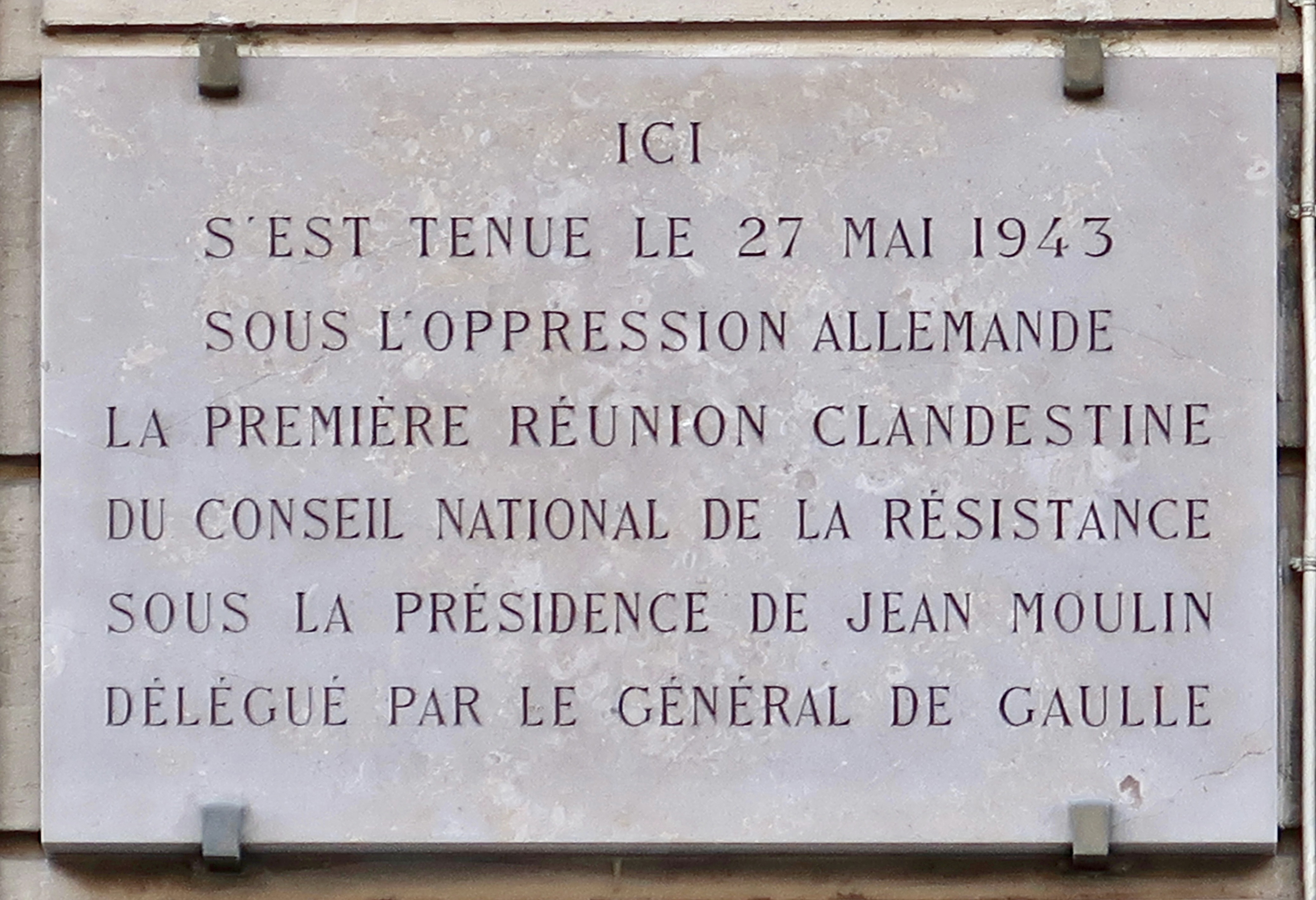
Plaque au no 48.

- No 54 bis : emplacement des Imprimeries réunies C. Motteroz en 1885[8].
- En 1956, Régine crée rue du Four sa première boîte de nuit[9].
- Cosme Ruggieri, astrologue de Catherine de Médicis habita cette rue[10].